# 국가방위위원회
국가방위위원회(러시아어: Госуда́рственный комите́т оборо́ны, ГКО)는 소련의 특별 국가 권력 기관이다. 1941년 6월 30일 독소전쟁 당시 창설되어 1945년 9월 4일 해체되기 전까지 소련에서 가장 강한 권력을 행사한 기관이었다.

## 역사
1941년 6월 22일 나치 독일이 바르바로사 작전을 실행한 지 약 1주일 지난 1941년 6월 30일 소련 최고 소비에트 상임위원회, 인민위원평의회, 소련 공산당 중앙위원회가 전시 상황에서 정책을 집행할 중앙 집권 정치 기구를 만들기 위해 공동으로 결의하여 창설되었다. 소련 최고 소비에트와 따로 나뉘어 운영되었으며 1942년 6월 18일 모스크바에서 열린 소련 최고 소비에트 9번째 회의에서 1,000명 이상의 국가방위위원회 구성원들이 참석했다.
제프리 로버츠는 국가방위위원회를 '전시 내각의 일종'으로 평가했다.

## 구성원
1941년 창설 당시 국가방위위원회의 구성원은 아래와 같다.
- 의장 이오시프 스탈린
- 부의장 뱌체슬라프 몰로토프
- 구성원 라브렌티 베리야(국가 안보), 게오르기 말렌코프(항공 산업), 클리멘트 보로실로프

1942년 2월 3일 니콜라이 보즈네센스키, 아나스타스 미코얀이 추가 구성원으로 합류했고 2월 20일 라자리 카가노비치가 추가로 합류했다. 1944년 5월 16일 베리야가 몰로토프를 대체하여 부의장이 되었고 당해 11월 22일 니콜라이 불가닌이 보로실로프를 대체하여 국가방위위원회의 구성원이 되었다.